# Kambodzsa hadereje
Kambodzsa hadereje a szárazföldi erőkből, a légierőből és a haditengerészetből épül fel.

## Fegyveres erők létszáma
- Aktív: 125 000 fő

## Szárazföldi haderő
Létszám
75 000 fő
Állomány
- 22 gyalogos hadosztály (hadosztályonként 1500-3500 fő)
- 3 gyalog dandár
- 1 biztonsági dandár
- 3 harckocsi zászlóalj
- 1 kisegítő ezred
- 4 műszaki ezred

Felszerelés
- 100 db harckocsi (T–54/–55, kínai 59-es típus)
- 30 db közepes harckocsi (kínai 62-es és 64-es típus)
- 190 db páncélozott szállító jármű
- 400 db vontatásos tüzérségi löveg

## Légierő
Létszám
2000 fő
Állomány
- 1 vadászrepülő század
- 1 szállító repülő század
- 1 helikopteres század

Felszerelés
- 24 db harci repülőgép (MiG–21)
- 9 db szállító repülőgép
- 16 db szállító helikopter

## Haditengerészet
Létszám
3000 fő
Hadihajók
- 2 db járőrhajó

Folyami flottilla
- 2 db hadihajó

## Provinciális erők
- 45 000 fő